# یواس‌اس آمنی بی (سی‌وی‌ای-۷۹)
یواس‌اس آمنی بی (سی‌وی‌ای-۷۹) (به انگلیسی: USS Ommaney Bay (CVE-79)) یک کشتی بود که طول آن ۵۱۲ فوت ۳ اینچ (۱۵۶٫۱۳ متر) بود. این کشتی در سال ۱۹۴۳ ساخته شد.